# 主舰炮

三重Mk 7 16英寸艦砲炮塔的刨面图。衣阿华级战列舰的主舰炮由三座这样的炮塔组成

主舰炮是军舰所装备的火力最强的舰炮，通常在计划建造时就设定为该军舰的首要武器或使用最频繁的武器，由火炮本身、弹药仓和指挥控制组成。历史上风帆战列舰的舷侧加农炮是其主舰炮；而在铁甲舰时代之后，装在炮塔里的大口径炮组成为主舰炮。随着武器技术的发展，导弹和鱼雷越来越成为水面舰艇的主要进攻武器，舰炮主武器的地位被取代，但是许多舰艇还是会保留一两台舰炮作为中近距离打击水面和地面目标的主要武器。

## 描述
在加农炮是海上主要武器的时代战舰的主舰炮一般是船上最重的一组火炮。战舰是特别按照这些火炮设计的。随滑膛炮的出现和炮塔的演化船上最重的炮组成的炮组成为船的主舰炮，不论它们被分配在多少炮塔内。随火箭在水面和水下逐渐取代火炮它们成为战舰主舰炮的主要组成部分。
战舰从帆船演化到铁舰无畏舰期间对战舰的武器没有统一的标准，因此各种船上曾经使用过不同口径的战炮，许多船上同时有不同口径的炮。无畏舰的演化逐渐趋向以大炮为主的主舰炮，它们受到小的标准化的“次舰炮”护卫，战列舰和巡洋舰则使用更小的“三层炮舰”来保护无畏舰。第二次世界大战初期开始制空权成为最重要的作战因素，舰侧的火力逐渐不再是舰艇战斗力的主要标准。即使在大战舰上也会有十多门小口径快射速防空炮来保护重要的快速航母特遣舰队。小的快速的战舰如驱逐舰被派来護航，主要是保护运输大量为欧洲战场陆战使用的物资的船队，这些船只最重要的武器是深水炸弹。
随着越来越多的船只设计携带射程非常远，弹头重量超过它们的炮弹的重量的面對空飛彈和反艦飛彈，主舰炮和次舰炮这些用语渐渐不被使用。这些船上的炮被称为炮组，它们的飞弹被称为飞弹组。带有不同种类飞弹的战舰按照飞弹的种类分飞弹组。比如芝加哥号重巡洋舰有一组RIM-8飛彈组和一组RIM-24导弹组。

## 例子
德国战列舰俾斯麥號戰艦的主舰炮是8门15英寸（380毫米）大炮，次舰炮是12门5.9英寸（150毫米）炮，它们用来防御驱逐舰和鱼雷艇等小船，此外船上还有一组由4.1英寸（105毫米）到20毫米不同口径的炮组成的防空炮组。

華盛頓號戰艦的主炮舰（红色）和次舰炮（蓝色）

许多第二次世界大战中后来的战舰使用高平兩用砲作为次舰炮和重防空炮来提高炮的灵活性和实用性。華盛頓號戰艦的主舰炮是9门16英寸（410毫米）大炮，各别在3个炮塔中，两个向前，一个向后。次舰炮由Mk 12 5吋38倍徑砲组成，它们可以用来对付其它船只，也可以用来对付飞机。轻波佛斯40公釐高射砲和厄利孔20毫米机炮组成专门的防空炮组。